# Куллорсуак (острів)
Острів Куллорсуак (старе написання: Kuvdlorssuaq) — острів у муніципалітеті Аванната на північному заході Гренландії. У перекладі з гренландської мови назва острова означає «великий палець».

## Географія
Частина архіпелагу Упернавік, острів Куллорсуак розташований у південній частині затоки Мелвілл, на північ від набагато більшого острова Кіатасвак і на північний захід від гирла протоки Саккарлерсууп-Суллуа. Невелика протока Ікерасаа відокремлює острів від незаселеного острова Саккарлерсуак на сході. 

### Великий палець диявола
Острів скелястий на всьому протязі, з великою вершиною, що займає його центр висотою 546 м (1 791 фут) Великий палець диявола, від якого острів отримав свою назву. 

## Поселення

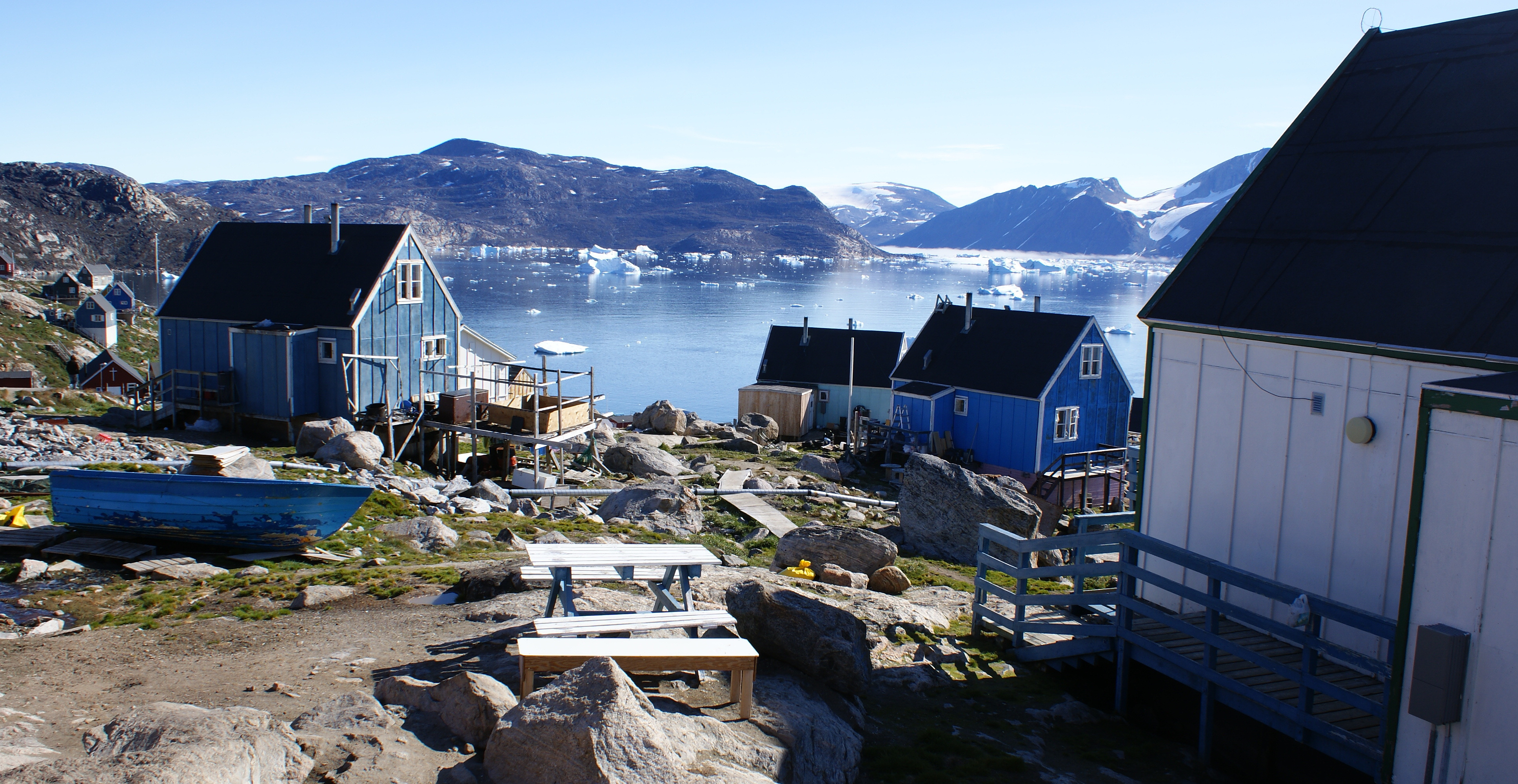
Сусідній острів Саккарлерсуак, видно з поселення Куллорсуак.

Мешкає поселення Куллорсуак, острів є одним з небагатьох заселених островів архіпелагу Упернавік і єдиним подібним островом у його північній частині. Найближчі населені пункти - Нуусуак, 53 км (33 миля) на південь, і Савісівік, 274 км (170 миля) на північний захід, на іншому кінці затоки Мелвілл.

## Дивитися також
- Пам'ятник Мелвілу